# VAHLE
VAHLE Electrification Systems — немецкий производитель электрооборудования. Компания располагается в городе Камен и выпускает оборудование для передачи электроэнергии и данных к мобильным потребителям.

## История возникновения компании
Рельсы VAHLE были изобретены в 1912 г. инженером Паулем Вале (Paul Vahle). Контактные рельсы, распространенные в то время, зачастую, из-за гибкости шинопроводов и расширения проводов, имели проблемы с контактами, вызывали искрообразование и разрыв проводов.
Пауль Вале соединил медный профиль с тавровой сталью и, благодаря этому, добился большой прочности и надежного контакта, уменьшив переходное сопротивление между медным проводом и башмаком токосъемника. За счет этого он смог избежать производственных отказов и достичь более длительного срока службы токоподводов. Износ медного провода является практически незаметным, а износ контакта — очень небольшим.